# Federación Mundial Bautista del Séptimo Día
La Federación Mundial Bautista del Séptimo Día (inglés: Seventh Day Baptist World Federation) es una federación que se alinea con las doctrinas bautistas y profesa la observancia y el descanso del séptimo día de la semana (sábado).
Establecida en 1965, la visión y el lema de sus fundadores fue "unión bautista del séptimo día en Cristo y un testigo poderoso en todo el mundo". Tiene una declaración de fe establecida en 1992 y una constitución que guía sus acciones.
Tus metas no fueron modificados desde sus inicios y se presentan en su constitución, entre ellos están: Proporcionar una mayor comunicación entre los grupos bautistas del séptimo día en todo el mundo; promover proyectos de interés mutuo que se beneficiarán de la cooperación internacional; y fomentar el compañerismo entre los cristianos bautistas del séptimo día.
Los proyectos más grandes apoyados por la federación incluyen la financiación de viajes para misiones evangelísticas dentro o entre países, programas de educación de liderazgo, envío de representantes para fomentar el crecimiento en el trabajo en nuevos lugares existentes y ayuda humanitaria.
La federación está formada por conferencias, convenciones y grupos bautistas del séptimo día de todo el mundo que apoyan el propósito de la federación. Actualmente, reúne a miembros de todos los continentes que tienen una población permanente y en 20 países, a saber: Australia, Brasil, Burundi, Canadá, Estados Unidos, Filipinas, Guyana, India, Jamaica, Kenia, Malawi, Nigeria, Nueva Zelanda, Países Bajos, Polonia, Reino Unido, Ruanda, Sudáfrica, Uganda y Zambia.

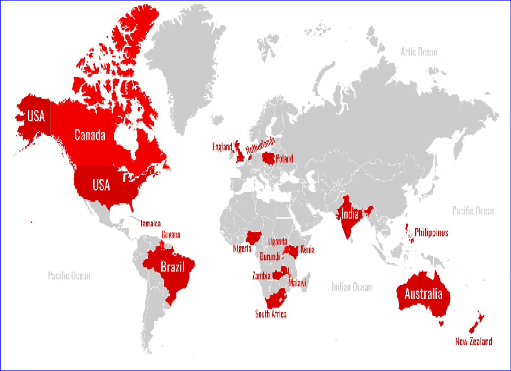
Mapa mundial destacando países con conferencias de la Federación Mundial Bautista del Séptimo Día

Por su alcance internacional e intercontinental, la federación tiene un trabajo para unir a la gente con un mismo propósito y creencias, y a unir congresos para contribuir con la ayuda humanitaria en regiones con necesidades básicas de vida y que generan riesgos para la salud, convirtiéndola en una institución con un papel importante en situaciones de emergencia y asistencia de forma continua a los pueblos.
Cada organización tiene un número de representantes en la federación, de acuerdo con su membresía local. La Federación Mundial Bautista del Séptimo Día está dirigida por dirigentes electos o designados que realizan diferentes funciones dentro de la federación. Estos dirigentes convocan reuniones y reunirse periódicamente para discutir temas de interés actual. Todos los dirigentes trabajan voluntariamente con solo unos pocos gastos pagados.

## Historia
En el año 1964 dos bautistas del séptimo día, Everett Harris de los Estados Unidos y Gerben Zijlstra de los Países Bajos, pensaron en fundar una asociación y medios de acercamiento los bautistas del séptimo día a nivel mundial. Entonces enviaron invitaciones a representantes de conferencias Bautistas del Séptimo Día de siete países para reunirse en Salem, West Virginia, entre el 12 y el 16 de agosto de 1964 para proponer la fundación de la asociación que habían estado planeando durante mucho tiempo. En esa reunión se discutió sobre la interacción y el esfuerzo misionero a nivel internacional, el resultado de la conversación fue la construcción de una constitución que luego sería enviada a cada conferencia nacional que tuviera interés en el ingreso de la nueva federación.

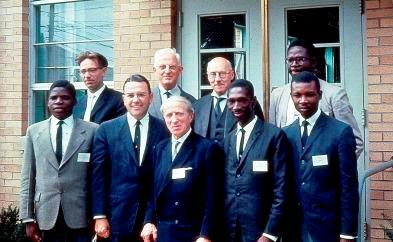
Representantes internacionales en la reunión de Salem - 1964

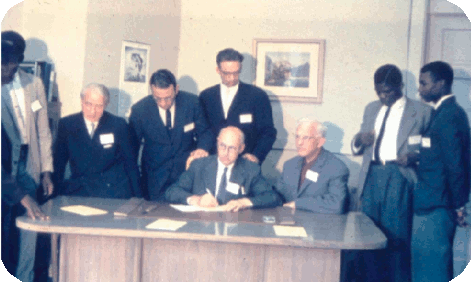
Representantes internacionales firmando la propuesta de constitución para la fundación de la federación

A finales del año 1975, algunas conferencias nacionales de algunos países firmaron la propuesta y así se fundó la Federación Mundial Bautista del Séptimo Día. Los miembros fundadores fueron conferencias de Alemania, Birmania (actual Myanmar ), Brasil, Estados Unidos, Guyana, Jamaica, Malawi, México, Nueva Zelanda, los Países Bajos y el Reino Unido. Pronto estuvo preparado una votación y se eligieron los primeros oficiales: Loren G. Osborn (Estados Unidos) como presidente; Otrain B. Manani (Malawi) y Joseph A. Samuels (Jamaica) como vicepresidentes; y Alton L. Wheeler (Estados Unidos) como secretario general.
A partir de entonces, se organizan reuniones periódicas para la interacción entre los miembros, trayendo temas relevantes para la federación. A estas reuniones asisten los representantes de la conferencia solo cuando es posible que todos estén presentes. Hasta 2022 se realizaron ocho reuniones:
En 1971, la primera reunión tuvo lugar en Westerly - Estados Unidos, se pusieron varios temas en la agenda, principalmente temas con temas misioneros. Miembros de la India también asistieron a la reunión cuando se unieron a la federación en el año 1969. La segunda sesión tuvo lugar en Alfred, Nueva York - Estados Unidos en 1978, con lineamientos para mejorar la comunicación y llevar a cabo la construcción de nuevas iglesias en los países.
En 1986 la tercera tuvo lugar nuevamente en Westerly - Estados Unidos, donde por primera vez todos los representantes estuvieron poder participar en la reunión, dado que debido a la distancia y los recursos financieros muchas conferencias no pueden enviar representantes a las reuniones. El punto más importante de este encuentro fue la construcción del proyecto de declaración de fe.
La cuarta sesión se llevó a cabo en Auckland - Nueva Zelanda en 1992, donde se aceptó la Declaración de Fe de la Federación Mundial Bautista del Séptimo Día, que no ha cambiado desde entonces. La quinta sesión se realizó en Jamaica en 1997, un tema muy importante fue la juventud, muchas conferencias informaron un cambio a un grupo de edad más joven entre los miembros de la iglesia.
En 2003, la sexta sesión se llevó a cabo en Bocaiúva do Sul - Brasil y finalmente la séptima sesión se llevó a cabo en Wisconsin - Estados Unidos en 2008, donde se dio a conocer la noticia de que el séptimo día bautista el día de las iglesias en México y Myanmar y parte de las iglesias en la India (más específicamente en la región de Kerala) decidieron "no cooperar con los propósitos de la federación" y se desconectaron voluntariamente de la federación. La noticia fue recibida con pesar por los miembros de la federación, pero la asociación de tres nuevas conferencias ubicadas en Burundi, Kenia y Zambia fue motivo de alegría. Los representantes también se comprometieron a aumentar los esfuerzos para recaudar recursos financieros, desafiando a cada conferencia a ofrecer el 10% de sus ingresos para el trabajo de la federación.
Finalmente, la octava y última reunión a la fecha, fue organizada en Curitiba - Brasil en 2017, entre los temas de la agenda estuvo el incentivo a la cooperación regional entre las conferencias y planes para apoyar las necesidades de formación de líderes. La conferencia de Ruanda fue aprobada para ser parte de la federación y la próxima reunión estaba programada para el año 2023 en los Estados Unidos.

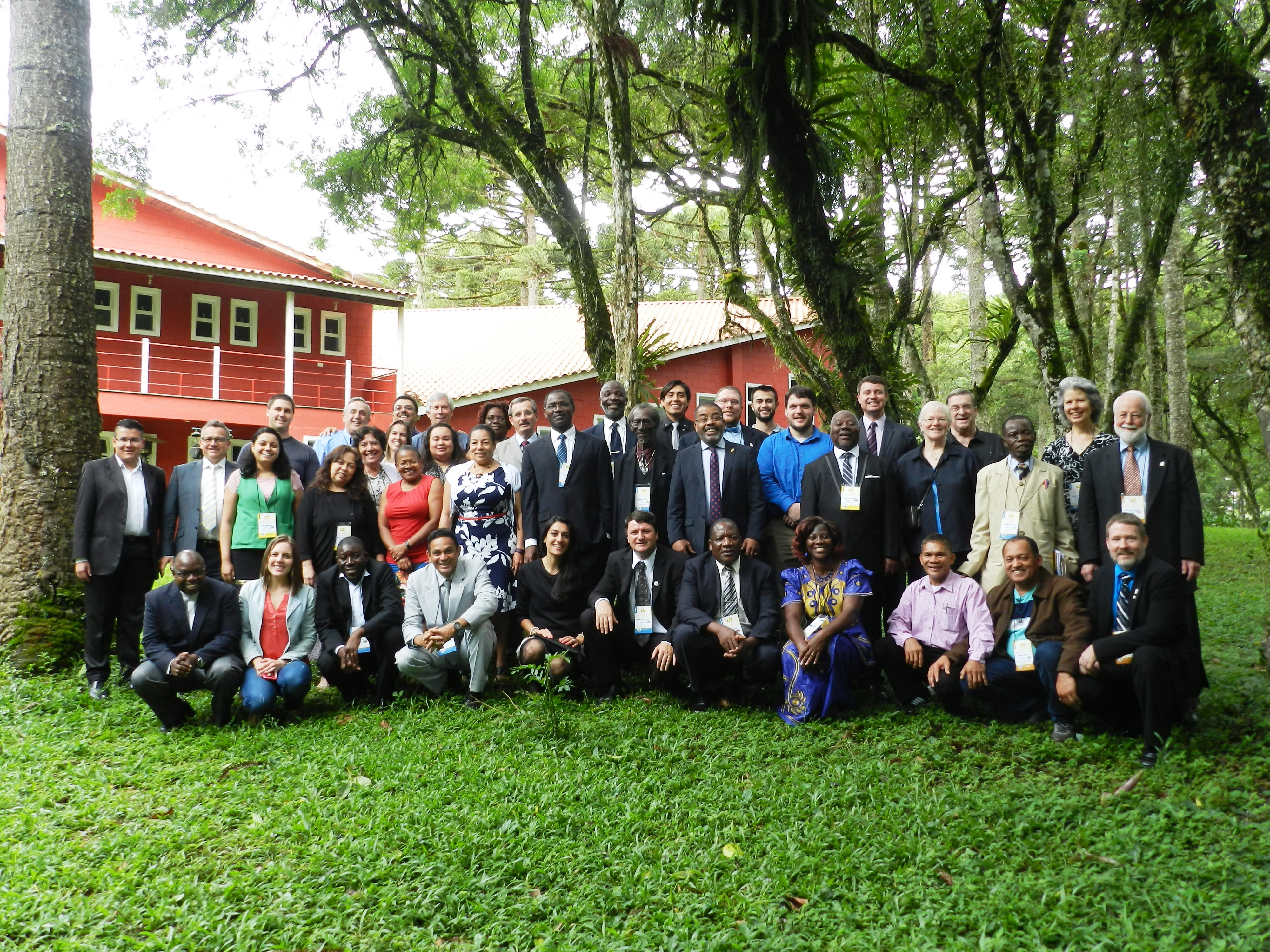
Representantes de la conferencia en la 8ª reunión en Brasil - 2017

## Declaración de Fe
Los bautistas del séptimo día consideran que la libertad de pensamiento bajo la guía de las Escrituras y el Espíritu Santo es fundamental para la fe y la práctica cristianas. Por lo tanto, fomentan el estudio y la discusión sin obstáculos de la Biblia. Defienden la libertad de conciencia del individuo obedeciendo y buscando comprender la voluntad de Dios. Por esta razón, no tienen un credo obligatorio. La declaración no pretende ser exhaustiva para ellos, pero es una expresión de su creencia uniforme, que se deriva de su comprensión de la Biblia.
La Declaración de Fe profesa aborda las concepciones acerca de Dios; Jesús; Espíritu Santo; la Biblia, como autoridad final; Los Diez Mandamientos, como código moral para la humanidad confirmado posteriormente por Jesús; Pecado y Salvación; Vida eterna, concedida cuando uno acepta la salvación en Él; Iglesia; el bautismo, por inmersión, símbolo de muerte al pecado y vida nueva en Cristo; la Cena del Señor; el sábado, instituido por Dios en la creación, confirmado en los Diez Mandamientos y reafirmado por Jesús y los apóstoles; y concepciones sobre el evangelismo, ya que Jesús comisionó a los cristianos a predicar a todas las personas del mundo. Con este fin, la Declaración de Fe cita varios pasajes del Antiguo y Nuevo Testamento para apoyar su comprensión y concepciones.